# Église Saint-Pierre de Saint-Pierre-du-Lorouër
L'église Saint-Pierre est une église située à Saint-Pierre-du-Lorouër, dans le département français de la Sarthe.

## Historique
L'église porte une distinction nette entre deux périodes de construction. La nef romane étroite a été édifiée au XIe – XIIe siècles. L'église fut agrandie par un chœur plus large autour du XVe ou XVIe siècle.

## Protection
Le portail de l'édifice est inscrit au titre des monuments historiques le 20 janvier 1926. Les peintures murales de l'église font l'objet d'un classement au titre d'objet depuis 1908.

## Peintures murales

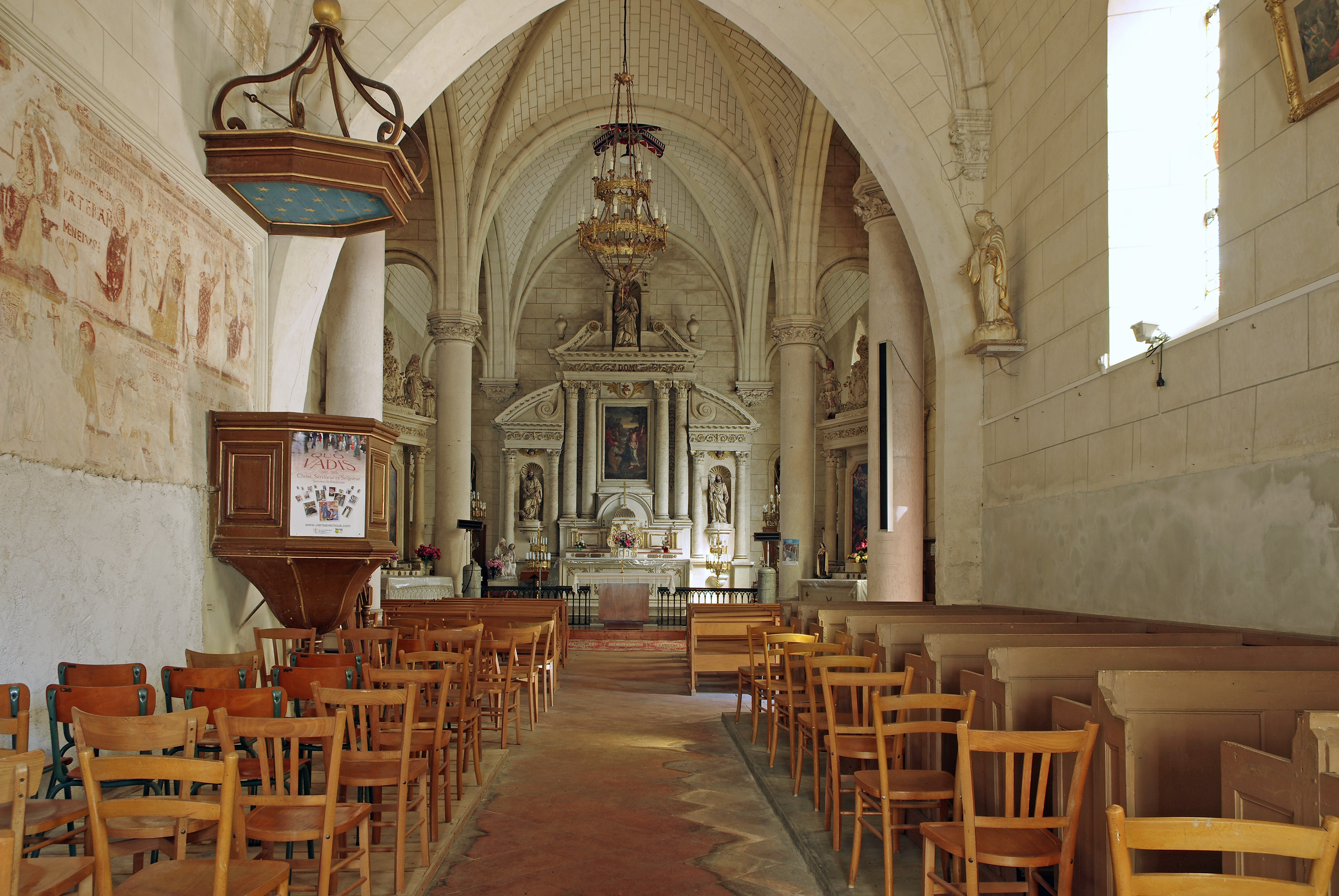
La nef et le chœur avec les peintures murales.

Des peintures murales ont été découvertes sous un enduit de plâtre sur les murs latéraux de la nef au cours de travaux entrepris en 1892. Elles constituent l'élément le plus remarquable de l'église. 
Elles ont été réalisées autour de l'année 1200 pour les plus anciennes. Elles ont été détruites sommairement par le comte Gaston de Janssens. Elles recouvraient partiellement les murs sud et nord de la nef. Les peintures du mur nord ont été restaurées en 1961.